# من با این وضعیت راحت نیستم
من با این وضعیت راحت نیستم (به انگلیسی: I Am Not Okay with This) یک مجموعه تلویزیونی اینترنتی آمریکایی در ژانر داستان بلوغ و کمدی-درام است که توسط جاناتان انتویستل و کریستی هال بر اساس کتاب کمیکی به همین نام اثر چارلز فورسمن به رشته تحریر درآمده است. این مجموعه در ۲۶ فوریه ۲۰۲۰، از طریق نتفلیکس در دسترس قرار گرفت. این سریال بازخوردهای مثبتی را دریافت کرد که عملکرد تیم بازیگری به‌ویژه لیلیس و اولف مورد تحسین قرار گرفت. در اوت ۲۰۲۰، ساخت این مجموعه پس از یک فصل به دلیل شرایط مربوط به دنیاگیری کووید ۱۹ متوقف شد.

## بازیگران و شخصیت‌ها

### اصلی
- سوفیا لیلیس در نقش سیدنی «سید» نووک، دختری ۱۷ ساله که متوجه می‌شود دارای توانایی دورجنبی است
- وایات اولف در نقش استنلی «استن» باربر، دوست و همسایه سیدنی
- سوفیا برایانت در نقش دینا، بهترین دوست سیدنی که علاقه‌ای عاشقانه به او دارد
- کتلین رز پرکینز در نقش مگی نووک، مادر بیوه سیدنی

### بازیگران مکمل
- ریچارد الیس در نقش برد لوئیس، دوست پسر جوک دینا که سیدنی از او متنفر است
- دیوید تیون در نقش آقای فایل، معلم علوم دبیرستان
- زکری اس. ویلیامز در نقش ریکی بری، جوک مطمئن، پولدار و بهترین دوست براد
- آیدان ووتاک هیسونگ در نقش لیام نواک، برادر کوچکتر سیدنی

عکس‌های الکس لاوتر و جسیکا باردن به‌طور خلاصه برای نمایش شخصیت‌های جیمز و آلیسا از پایان دنیای لعنتی استفاده می‌شود، که قرار است وقایع آن، همزمان با اتفاقاتی که در من با این وضعیت راحت نیستم همراه باشد.

## قسمت‌ها
| شم. | عنوان                     | کارگردان         | Teleplay by                   | تاریخ پخش اصلی |
| --- | ------------------------- | ---------------- | ----------------------------- | -------------- |
| ۱ | «دفتر خاطرات عزیزم…»      | جاناتان انتویستل | جاناتان انتویستل و کریستی هال | ۲۶ فوریه ۲۰۲۰  |
| سیدنی نواک ۱۷ ساله است که یک سال پس از مرگ پدرش با مادر و برادر کوچکترش زندگی می‌کند. سیدنی از اینکه هرگز در مورد خودکشی پدرشان صحبت نمی‌کنند ناامید است و مدام با مادرش بحث می‌کند. مشاور راهنمایی او توصیه می‌کند که سیدنی یک دفتر خاطرات برای هدایت خشم خود تنظیم کند و سیدنی با اکراه موافقت می‌کند. سیدنی با دوست صمیمی خود دینا ملاقات می‌کند که با جوک بردلی لوئیس آشنا شده‌است. ناگهان، بینی بردلی شروع به خونریزی می‌کند، که سیدنی تقریباً متقاعد شده‌است که این کار را انجام داده‌است. در راه خانه، او با استنلی باربر، همسایه‌اش، برخورد می‌کند که به آنها پیشنهاد می‌کند به زودی با هم بنشینند، که سیدنی با اکراه موافقت کرد. در خانه، او از برادرش، لیام، مراقبت می‌کند که به او در مورد بچه‌ای می‌گوید که به خاطر مشت زدن به کسی دچار مشکل شد. اواخر همان شب، پس از بحث سرد با مادرش، |                           |                  |                               |                |
| ۲ | «یک استاد گا**دن»         | جاناتان انتویستل | کریستی هال                    | ۲۶ فوریه ۲۰۲۰  |
| صبح روز بعد، سیدنی خود را متقاعد می‌کند که فروریختن دیوار در نتیجه قدیمی بودن خانه بوده‌است. مادرش از او می‌خواهد که مواد غذایی تهیه کند و سیدنی از دینا می‌پرسد که آیا بعد از مدرسه به او سوار می‌شود. با این حال، دینا اعتراف می‌کند که او به رالی و بازی فوتبال می‌رود. سیدنی که احساس می‌کند به او خیانت شده، قدم می‌زند و چند سنگ پرتاب می‌کند که یکی از آن‌ها تابلویی را می‌کوبد و او را مبهوت می‌کند. او سپس استنلی را برای ماشینش استخدام می‌کند، اما پولی برای پرداخت هزینه‌های مواد غذایی ندارد و شروع به پس دادن غذا می‌کند. در حالی که سیدنی در حال تلاش برای آرام شدن در راهروی فروشگاه است، مواد غذایی موجود در راهرو از قفسه‌ها می‌افتد و باعث می‌شود سیدنی پس از اینکه استن برای بررسی وضعیت او به آنجا می‌رود، از فروشگاه خارج شود. استن معتقد است که سیدنی دچار حمله پانیک شده‌است و بیرون با او صحبت می‌کند. پس از آن، آنها به بازی فوتبال و سپس به خانه استن می‌روند، |                           |                  |                               |                |
| ۳ | «مهمانی به پایان رسید»    | جاناتان انتویستل | لیز الورنلی                   | ۲۶ فوریه ۲۰۲۰  |
| سیدنی به دینا اعتماد می‌کند که شب قبل با استن رابطه جنسی داشته‌است، اما احساسات واقعی خود را پنهان می‌کند. پس از آن، او لیام را به خانه می‌برد و آنها با قلدر مدرسه لیام، ریچارد، روبرو می‌شوند. سیدنی با او روبرو می‌شود، اما وقتی قدرت‌هایش در این رویارویی از بین می‌رود، به او هشدار می‌دهد که عقب‌نشینی کند. سیدنی در خانه به زیرزمین می‌رود تا برای لیام پازل پیدا کند، بخشی از خانه که سیدنی از زمان مرگ پدرش در آن نبوده‌است. احساس غم و اندوه بر او غلبه می‌کند و او دچار حمله وحشت می‌شود، خانه را تکان می‌دهد و جوجه تیغی خانگی لیام را می‌کشد. سیدنی بعداً به یک مهمانی می‌رود و در نهایت فرصت گذراندن وقت با دینا را پیدا می‌کند، اما براد می‌آید و او را می‌برد. بعداً، استن از او می‌خواهد که به خانه برگردد، که او با اکراه به او پاسخ مثبت می‌دهد. بعداً، سیدنی بعد از مشاجره شدید با برد، دینای ناراحت را می‌یابد، تنها در اتاقی. سیدنی او را دلداری می‌دهد و پس از آن او را می‌بوسد. دینا واکنش نشان می‌دهد و از آن عصبانی شده‌است، سیدنی با عجله آنجا را ترک می‌کند و به تنهایی در جنگل می‌رود. او فریاد می‌زند و باعث می‌شود درختان اطراف او به زمین بیفتند. |                           |                  |                               |                |
| ۴ | «استن کنار من»            | جاناتان انتویستل | تریپر کلنسی                   | ۲۶ فوریه ۲۰۲۰  |
| پس از حادثه سیدنی در جنگل، او متوجه می‌شود که استن همه چیز را دیده‌است و قبل از فرار او را به مخفی کاری سوگند می‌دهد. روز بعد، مادر سیدنی از او می‌خواهد که دوباره مراقب لیام باشد و او و سیدنی با هم درگیر می‌شوند که در آن مادر سیدنی به سیدنی می‌گوید که پدرش آن کسی نبود که او فکر می‌کرد. بعداً، سیدنی کلاس را تمام می‌کند و تقریباً دوباره قدرت‌های او را تحریک می‌کند، اما با فکر کردن به خاطرات خوش آنها را متوقف می‌کند. دینا به دنبال او می‌دود و می‌پرسد که آیا او خوب است و آیا می‌توانند در مورد بوسه خود صحبت کنند، اما سیدنی دروغ می‌گوید و می‌گوید همه چیز خوب است. سیدنی به سالن بولینگ می‌رود و با استن ملاقات می‌کند که سعی می‌کند به او کمک کند تا قدرت‌هایش را درک کند. در آنجا، او اعتراف می‌کند که درخت‌ها منفجر شده‌اند، زیرا کسی را در مهمانی بوسیده‌است و می‌گوید به نظر می‌رسد قدرت‌هایش با احساساتش مرتبط است. استن سپس سعی می‌کند سیدنی را تحریک کند. با عصبانی کردن او، سیدنی تقریباً با توپ‌های بولینگ به استن ضربه می‌زند و او را عصبانی می‌کند. در حالی که سیدنی در حال رفتن به خانه است، معتقد است که چهره ای را پشت سر خود می‌بیند. |                           |                  |                               |                |
| ۵ | «روزی دیگر در بهشت»       | جاناتان انتویستل | تریپر کلنسی                   | ۲۶ فوریه ۲۰۲۰  |
| در طول کلاس، دینا و براد در حال تقلب در آزمون دستگیر و بازداشت می‌شوند. سیدنی و استن به دلیل اعتراض به این موضوع بازداشت شدند. این چهار نفر و همکلاسی شان جنی در بازداشت هستند. او پیشنهاد می‌کند که به جای تمیز کردن سفید کننده‌ها، همان‌طور که به آنها دستور داده شده بود، "Fuck, Marry, Kill" را بازی کنند، اما سیدنی با عصبانیت فرار می‌کند، زیرا جنی پیشنهاد می‌کند که سیدنی "لعنت پذیر" نیست. سیدنی با دویدن به کتابخانه، ناخواسته با قدرت خود تمام قفسه‌های کتاب را می‌کوبد و او و استن دینا را برای سرقت فیلم امنیتی استخدام می‌کنند و به او می‌گویند که دلیل آن این است که نوارها آنها را در حال رابطه جنسی در کتابخانه نشان می‌دهند. این سه نفر نقشه ای طراحی می‌کنند و وارد دفتر می‌شوند و با موفقیت فیلم را می‌دزدند. در رختکن، سیدنی می‌شنود که جنی و برد اعتراف می‌کنند که رابطه جنسی داشته‌اند و برد به دینا خیانت کرده‌است. وقتی دینا وارد می‌شود، سیدنی به او می‌گوید، علی‌رغم التماس براد که او این کار را نکند، و دینا و برد از هم جدا می‌شوند. سیدنی به استن می‌گوید که در کتابخانه چه اتفاقی افتاده‌است: چیز دیگری باعث سوسو زدن چراغ‌ها می‌شود و او احساس می‌کرد که تنها نیست. |                           |                  |                               |                |
| ۶ | «مثل پدر، مثل دختر»       | جاناتان انتویستل | کریستی هال                    | ۲۶ فوریه ۲۰۲۰  |
| سیدنی با نگاه کردن به فیلم‌های امنیتی، قبل از اینکه با عصبانیت به استن بزند، سلامت عقل او را زیر سؤال می‌برد. در مدرسه، براد با سیدنی روبرو می‌شود، زیرا از اینکه باعث شده او و دینا از هم جدا شوند عصبانی می‌شود. سیدنی در عصبانیت باعث می‌شود که قفسه‌های پشت سر او به شدت باز شوند. بعداً دینا با سیدنی در مورد آنچه در نوار بود روبرو می‌شود، اما سیدنی حاضر به گفتن او نیست. در مدرسه لیام، قبل از اینکه ریچارد به او مشت بزند، سعی می‌کند با دوستش، ورونیکا، صحبت کند. در ناهار، ریکی بری شایعه‌ای در مورد براد را به او می‌گوید، در حالی که استن سعی می‌کند با سیدنی برنامه‌هایی دربارهٔ بازگشت به خانه بسازد. او از دست او عصبانی می‌شود و به او می‌گوید که برای بازگشت به خانه اهمیتی ندارد و او از شخص دیگری می‌پرسد. سیدنی در مورد مردی که دیده به مشاورش می‌گوید و مشاورش او را متقاعد می‌کند که آنها توهمات پدرش بودند. در خانه، لیام سیدنی را به خاطر رفتار وحشتناک اخیرش فرا می‌خواند، با استناد به چشم سیاه خود از ریچارد و رفتار وحشتناک او. سیدنی در تلاش برای دریافت پاسخ‌های بیشتر، به دنبال وسایل پدرش در زیرزمین می‌رود، جایی که مادرش پدرش را به عنوان تجربه‌ای مشابه با سیدنی توصیف می‌کند. وقتی سیدنی می‌رود تا در دفتر خاطراتش بنویسد، متوجه می‌شود که آن را گم کرده‌است.                                                                                    |                           |                  |                               |                |
| ۷ | «عمیق‌ترین، تاریک‌ترین راز» | جاناتان انتویستل | جاناتان انتویستل و کریستی هال | ۲۶ فوریه ۲۰۲۰  |
| صبح روز بعد، سیدنی تصمیم می‌گیرد با خوشحالی شرایط را اتخاذ کند و با برادرش جبران کند. دینا در ورزشگاه اعتراف می‌کند که از سیدنی دور شده‌است و سیدنی در مورد "توهمات غمگین" خود به او می‌گوید. پس از آن، سیدنی به دینا می‌گوید که او و استن به خانه نمی‌روند. دینا از سیدنی می‌خواهد که با او برود، زیرا هیچ‌کدام از آنها قرار ملاقات ندارند. بعداً، براد به ریکی می‌گوید که این رقص قرار است ذهن‌آمیز باشد. در رقص، سیدنی با استن صحبت می‌کند، که او احساسات خود را نسبت به او اعتراف می‌کند، اما سیدنی به او می‌گوید که او را فقط به عنوان یک دوست می‌بیند. استن می‌پرسد که آیا دینا در مورد قدرت‌های خود می‌داند، که سیدنی می‌گوید که فقط او می‌داند. هنگام رقصیدن با هم، دینا و سیدنی در مورد بوسه خود صحبت می‌کنند و دینا به سیدنی می‌گوید که "دوست نداشت". در حالی که پادشاه و ملکه بازگشت به خانه اعلام می‌شوند، براد حرفش را قطع می‌کند. و مشخص شد که او دفتر خاطرات سیدنی را گرفته‌است. او احساسات سیدنی را نسبت به دینا و مشکلات اخیر او در خانه فاش می‌کند. سیدنی قبل از اینکه بتواند قدرت‌های او را فاش کند، با عصبانیت، سرش را منفجر می‌کند و او را می‌کشد. سیدنی شوکه شده به داخل جنگل می‌دود و از برج مراقبت در جنگل بالا می‌رود که مردی از زیر سایه ظاهر می‌شود. وقتی سیدنی می‌پرسد که آیا باید از او بترسد، او پاسخ می‌دهد که نباید از او بترسد، اما همه باید از آنها بترسند. |                           |                  |                               |                |

## تولید

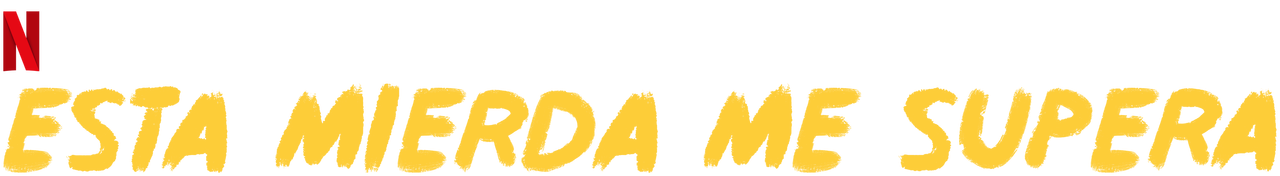
من با این وضعیت راحت نیستم

### پیش‌تولید
در ۱۲ دسامبر ۲۰۱۸، اعلام شد که نتفلیکس دستور ساخت سریال برای فصل اول هشت قسمتی را داده‌است که تنها هفت قسمت آن تولید شده‌است. این سریال توسط جاناتان انتویستل و کریستی هال ساخته شده‌است که در کنار شاون لوی، دن لوین، دن کوهن و جاش بری به عنوان تهیه‌کنندگان اجرایی شناخته می‌شوند. جاناتان انتویستل همچنین کارگردانی سریال را بر عهده داشت. این سریال در ۲۶ فوریه ۲۰۲۰ منتشر شد. سریال توسط نتفلیکس برای فصل دوم تمدید شد. در ۲۱ اوت ۲۰۲۰، ساخت این مجموعه پس از یک فصل به دلیل شرایط مربوط به دنیاگیری کووید ۱۹ متوقف شد.

### انتخاب بازیگران
در کنار اعلام سریال، اعلام شد که سوفیا لیلیس، سوفیا برایانت، و وایات اولف و کتلین رز پرکینز در این سریال ایفای نقش خواهند کرد و آیدان ووتاک هیسونگ و ریچارد الیس بازیگران مکمل سریال می‌شوند.

### فیلمبرداری
فیلمبرداری در ژوئن ۲۰۱۹ در پیتسبرگ آغاز شد. شهر براونزویل، پنسیلوانیا به‌عنوان لوکیشن اصلی بود، در حالی که مدرسه آکادمی هنر وستینگهاوس ویلمردینگ به‌عنوان نمای بیرونی دبیرستان استفاده شد.

## بازخورد
- در وب‌سایت جمع‌آوری نقد و بررسی راتن تومیتوز، این سریال با ۶۷ بررسی، با میانگین امتیاز ۶٫۸۲/۱۰، ۸۷ درصد تاییدیه دارد. اجماع انتقادی این وب‌سایت می‌گوید: «به اندازه دوران نوجوانی ناهنجار و جذاب، اما با دوبرابر پیچش‌های فراطبیعی، من خوب نیستم با این «فصل اول گاهی اوقات به قلمروی کم عمق منحرف می‌شود، اما عملکرد قوی سوفیا لیلیس آن را سرپا نگه می‌دارد».[۱۱]
- در متاکریتیک، گردآورنده نقد، بر اساس ۱۶ منتقد، امتیاز ۶۸ از ۱۰۰ را به این مجموعه داد که نشان‌دهنده «بررسی‌های عموماً مطلوب» است.[۱۲] این مجموعه نامزد " بهترین اقتباس از کتاب کمیک/رمان گرافیکی " شد.[۱۳]